# Monolistra velkovrhi
Monolistra (Monolistrella) velkovrhi là một loài chân đều trong họ Sphaeromatidae. Loài này được Sket miêu tả khoa học năm 1960.